# نورمان دنيس
نورمان دنيس هو لاعب هوكي الجليد كندي، ولد في 10 ديسمبر 1942 في أورورا في كندا.

## وصلات خارجية
- نورمان دنيس على موقع دوري الهوكي الوطني (الإنجليزية)
- نورمان دنيس على موقع EliteProspects.com (الإنجليزية)
- نورمان دنيس على موقع HockeyDB.com (الإنجليزية)
- نورمان دنيس على موقع Hockey-Reference.com (الإنجليزية)